# Keskinenrivier (Pajala)
Keskinenrivier  (Zweeds – Fins: Keskinenjoki) is een rivier, die stroomt in de Zweedse  gemeente Pajala. De rivier ontvangt haar water uit de moerassen gelegen ten noordwesten van het Kitkiöjärvi. Zij ontvangt ook water uit het Kenttämeer. Ze stroom naar het zuidoosten en is circa tien kilometer lang.
Keskinen kan gelezen worden als “midden”. De rivier is de middelste van de drie rivieren, die het Kitkiöjärvi instromen. Noordelijk ligt de Ylinenrivier, zuidelijk de Kenttärivier.
Afwatering: Keskinenrivier → (Kitkiöjärvi) → Kitkiörivier → Muonio → Torne → Botnische Golf